# 풍문고등학교
풍문고등학교(豊文高等學校)는 대한민국 서울특별시 강남구 자곡동에 있는 강남 8학군 사립 고등학교이다. 서울시 종로구 안국동에 위치하였던 풍문여자고등학교는 이 학교 전신이다.

## 학교 연혁
- 1937년 : 경성휘문소학교 개교함
- 1944년 4월 10일 : 재단법인 풍문학원 설립 인가를 받아 정신여학교 전 학년 4학급을 본 학원에서 인수 교육함, 이사장 민덕기 취임
- 1945년 3월 22일 : 풍문여학교 명의로 설립 인가를 받음
- 1945년 4월 10일 : 제1학년 2학급을 모집하여 4월 10일 입학식을 거행하고 이날을 개교기념일로 정함
- 1945년 10월 20일 : 김성달 초대 교장에 취임
- 1946년 9월 24일 : 학칙변경에 의하여 교명 풍문여자중학교 6년제 12학급 학생정원 600명을 인가받음
- 1950년 5월 23일 : 신 학제에 의한 학칙변경으로 풍문여자고등학교 설립인가를 받음
- 1951년 8월 31일 : 교육법 일부 개정으로 중학교 12학급 600명, 고등학교 인문과 6학급, 가정과 3학급 450명을 인가 받음
- 1964년 3월 31일 : 재단법인 풍문학원을 학교법인 풍문학원으로 조직변경 인가 받음
- 1992년 2월 29일 : 풍문여자중학교 폐교
- 2016년 3월 2일 : 이사장 염여정 취임
- 2017년 3월 2일 : 강남구 자곡동으로 이전하여 풍문고등학교로 교명 변경
- 2017년 9월 12일 : 김길동 제9대 교장에 취임
- 2019년 2월 14일 : 제68회 졸업식 거행

## 참고 자료
- 풍문고등학교 - 한국교육학술정보원 학교알리미